# Lenguas comecrudas
Las lenguas comecrudas son un conjunto de variedades lingüísticas históricamente habladas en la zona sur de Texas, Estados Unidos, y en el noreste de México, a lo largo del río Bravo. El comecrudo es la variedad más conocida. Se sabe poco sobre estas lenguas y sobre los pueblos que las hablaron. Su conocimiento proviene fundamentalmente de listas de palabras y oraciones recogidas por misioneros y exploradores europeos.
En 1829, el botánico francés Jean-Louis Berlandier registró una lista de 148 palabras del comecrudo, al que denominó mulato. Posteriormente, en 1886, el etnólogo Albert Samuel Gatschet recopiló vocabulario, frases y un texto de los descendientes de los últimos hablantes de la lengua cerca de Camargo, Tamaulipas. Sin embargo, para las lenguas garza y mamulique, la documentación es aún más limitada, con registros de apenas veintiuna y veintidós palabras, respectivamente, recopiladas por Berlandier en 1828.
A pesar de los esfuerzos de documentación, las lenguas comecrudas se extinguieron a finales del siglo XIX. No obstante, los descendientes de estos pueblos, como la Nación Carrizo Comecrudo del Sur de Texas (en carrizo, Estok Knax), continúan luchando por el reconocimiento de su identidad cultural y la preservación de su herencia histórica.

## Nombre
La palabra "comecrudo" proviene del español, siendo su significado literal "comedor de carne cruda". Los españoles utilizaban, además, el término "carrizo" para referirse a todos los grupos hablantes de estas lenguas. Por su parte, los comecrudos se autodenominaban estok, que significa "persona" o "indígena". Aunque, respecto a su exónimo en español, miembros del pueblo expresaron a Gatschet su preferencia por el término "comecrudo".

## Clasificación lingüística
En la clasificación de las lenguas indígenas de América de 1891 de John Wesley Powell, el carrizo fue agrupado junto con el cotoname y el coahuilteco en una familia llamada "coahuiltecana". Aunque se trataba de una propuesta preliminar, sentó las bases para discusiones posteriores sobre la relación genética entre estas lenguas. De hecho, esa primera clasificación coincide con la familia pakawana propuesta más recientemente por Manaster Ramer (1996), basada en análisis léxicos más recientes.
Se han propuesto agrupaciones más amplias. Por ejemplo, John Reed Swanton (1915) consideró que el carrizo, junto con el cotoname, el coahuilteco, el karankawa, el tónkawa, el atákapa y el maratino formarían una familia que denominó también "coahuiltecana". Esta hipótesis respondía al reconocimiento de características léxicas y fonológicas compartidas entre estos grupos, aunque también fue una generalización basada en datos incompletos. Más tarde, Edward Sapir (1920) aceptó la propuesta de Swanton e incluyó esta hipotética familia coahuiltecana como una rama más de las lenguas hokanas, aunque esta propuesta sigue siendo controvertida.

## Distribución y variedades dialectales
Las lenguas comecrudas se hablaron en una región que abarca el sur de Texas y el norte de México, específicamente en áreas cercanas al curso del río Bravo. Esta ubicación estratégica, caracterizada por sus recursos naturales y su papel como frontera cultural y geográfica, fue el escenario donde los hablantes de estas lenguas coexistieron con otros grupos indígenas, como los coahuiltecos, karankawas y tónkawas, además de enfrentar las incursiones europeas.
La extensión geográfica del carrizo parece estar correlacionada con las dinámicas históricas de los pueblos indígenas de la región, quienes vivían en bandas seminómadas y explotaban los recursos naturales según los ciclos estacionales. Este patrón de movilidad habría contribuido a que las lenguas comecrudas desarrollaran, presumiblemente, variantes dialectales dentro de su área de origen. Sin embargo, debido a la falta de documentación detallada, la existencia de estas variantes solo puede inferirse de manera indirecta a partir de los registros fragmentarios disponibles.
Se conocen tres variedades atestiguadas del carrizo:

### Comecrudo
El comecrudo o mulato es la lengua mejor documentada del grupo y se considera la principal variedad lingüística. Se hablaba principalmente en el área del sur de Texas, extendiéndose hacia el norte de Tamaulipas en México, cerca de Reynosa. Las listas de vocabulario recopiladas por misioneros y exploradores en el siglo XIX sugieren que el comecrudo era la lengua predominante en las regiones cercanas al delta del río Bravo. Era hablada por los pueblos salinero o sepinpacam (en carrizo, sepenpakam) y perpepug (en carrizo, pelpepuk).
Esta es la lengua de la cual Jean-Louis Berlandier recopiló una lista de 148 palabras en 1829. Posteriormente, en 1861, Adolph Uhde publicó una guía con vocabulario y, en 1886, Albert Samuel Gatschet registró un vocabulario, frases y un texto de los descendientes (los cuales ya no hablaban con fluidez) de los últimos hablantes de comecrudo cerca de Camargo.

### Garza
El garza, documentado en menor medida, es la variedad lingüística vinculada con los pueblos que habitaban el área del río Bravo cerca de Mier y se conoce a partir de dos nombres tribales y veintiún palabras recogidas al jefe del pueblo por Berlandier en 1828. En esa época, todos los garza también hablaban español y se habían asimilado culturalmente. Era hablada por el pueblo garza o atanaguaypacam (en carrizo, atanawaipakam). Los garza fueron llamados miákan por sus vecinos cotonames, mientras que ellos llamaban yué a los cotonames.

### Mamulique
El mamulique es la variedad registrada en un vocabulario de veintidós palabras dadas por los indígenas de la localidad de Mamulique, en el municipio de Salinas Victoria, Nuevo León. Berlandier documentó esta lengua como "carrizo de Mamulique". En 1828, sus últimos hablantes eran un grupo de unas cuarenta y cinco familias, todas ellas cristianas y bilingües en español.
Al igual que el garza, el mamulique parece estar vinculado geográficamente con comunidades que vivían más lejos del delta del río Bravo, lo que podría indicar un mayor grado de diferenciación dialectal debido al aislamiento geográfico y las interacciones con otros grupos indígenas de la región como los alazapas.

## Descripción lingüística

### Fonología
El inventario consonántico del carrizo comprende los siguientes fonemas:
| CONSONANTES | Labial | Dental | Alveolar | Palatal | Velar   | Uvular  | Glotal |
| ----------- | ------ | ------ | -------- | ------- | ------- | ------- | ------ |
| Oclusivas   | (b) p  | (d) t  |          |         | k       |         | ꞌ /ʔ/  |
| Africadas   |        |        |          |         |         |         |        |
| Fricativas  | f      |        | s        | (s /ʃ/) | x       | (x /χ/) | h      |
| Líquida     | l      |        |          |         |         |         |        |
| Vibrante    |        |        | (r /ɾ/)  |         |         |         |        |
| Nasales     |        | m      | n        |         | (n /ŋ/) |         |        |
| Semivocales | w      |        |          | y /j/   |         |         |        |

Las consonantes /b/, /d/ y /r/ solo se encuentran en préstamos del español. La consonante /k/ se pronuncia [g] antes de una consonante nasal o líquida. Ejemplos: knax 'hombre' se pronuncia [gnaχ]; klam 'perro' se pronuncia [glam]. La consonante /x/ tiende a pronunciarse [χ] en posición final. Ejemplo: kisax 'pequeño' se pronuncia [kiˈʃaχ].
En carrizo hay cinco vocales: a, e, i, o, u. El acento generalmente recae en la última sílaba, marcándose con un acento agudo si terminan en vocal. En el caso de los sustantivos monosílabos, el acento se emplea como tilde diacrítica.

### Gramática
Por lo general, el idioma carrizo sigue un orden básico de sujeto-objeto-verbo en el que el verbo aparece consistentemente al final de la oración y los objetos directos, dativos y complementos preceden al verbo. Destaca la falta de inflexión nominal, ya que los sustantivos no parecen marcar género, número ni caso. Presenta, además, una tendencia aglutinante, en la cual los morfemas se combinan para expresar relaciones gramaticales, posesión y otros aspectos. Las frases nominales son posposicionales, mientras que los modificadores como adjetivos y cuantificadores aparecen después del sustantivo. La negación se marca con la partícula kam.

#### Verbos
El sistema verbal del carrizo, aunque documentado de manera parcial, revela un uso limitado de marcadores de persona, presencia de formas supletivas para el número y una morfología rica en prefijos y sufijos que modifican el significado o contexto de la acción. Se identifican tres prefijos para las personas gramaticales:
|    | kaí – comer            | selaí – llorar            |
| -- | ---------------------- | ------------------------- |
| 1. | paikaí – yo como       | paiselaí – yo lloro       |
| 2. | pamkaí – tú comes      | pamselaí – tú lloras      |
| 3. | pakaí – él o ella come | paselaí – él o ella llora |

El prefijo pa- es uno de los morfemas más recurrentes y aparece en diversas construcciones verbales, por lo que podría actuar como un marcador de aspecto o como un elemento gramatical que da cohesión a la estructura verbal. Ejemplos: paplaú 'morirse'; pakwam 'morder'. También aparece prefijado a adjetivos, indicando atributos o características. Ejemplos: payataú 'negro'; payawet 'muchos'.
El sufijo -le se encuentra en varios tipos de construcciones y sugiere funciones relacionadas con subordinación o relativización, interpretado generalmente como un participio. Ejemplo: xal pahataile 'boca abierta'. Asimismo, se utiliza de manera consistente junto con los prefijos a- y pa- cuando el núcleo del sintagma nominal, dentro de lo que parece ser una cláusula relativa, desempeña el papel de objeto directo o de complemento instrumental. Ejemplo: xaí apakamle wakaté 'yugo llevado por bueyes'.
Otros afijos son el prefijo direccional el-, que indica una acción descendente, el sufijo -enta, que se usa con formas reflexivas y recíprocas en verbos, y el prefijo pay-, que aparece en construcciones que indican un estado particular o un cambio de estado.

## Comparación léxica
La siguiente tabla de vocabulario nuclear común constituye parte de la evidencia sobre la que Goddard (1979) propuso que dichas variedades son lenguas comecrudas. Los manuscritos de Berlandier contienen los únicos registros para el mamulique y el garza.
| ESPAÑOL | Comecrudo | Garza  | Mamulique |
| ------- | --------- | ------ | --------- |
| sol     | al        | ai     | atl       |
| luna    | kan       | an     | kan       |
| agua    | ax        | axe    | aha       |
| camino  | ál        | aie    | (?)       |
| cielo   | apel      | apiero | (?)       |
| mujer   | kém       | kem    | kem       |
| hombre  | knax      | knarxe | kessem    |
| bosque  | waí       | wiae   | (?)       |
| piedra  | woyekuel  | waxue  | (?)       |

## El carrizo y otros idiomas
El carrizo, como lengua en contacto con culturas dominantes y vecinos lingüísticos diversos, refleja en su vocabulario la influencia de otros idiomas, principalmente el español, el náhuatl, el coahuilteco y el huasteco. Este fenómeno es testimonio de la interacción cultural y lingüística que los hablantes de carrizo experimentaron durante el periodo virreinal.
La influencia del español en el carrizo es notable, especialmente en términos asociados con prácticas y elementos introducidos por los europeos. Por ejemplo, términos como wakaté 'vaca' y baꞌutisara 'bautizar' muestran cómo los conceptos fueron asimilados lingüísticamente, adaptando las palabras del español a la fonología del carrizo. Esto evidencia no solo el impacto del contacto con los españoles, sino también la capacidad de los hablantes de incorporar préstamos lingüísticos manteniendo la estructura de su idioma.
Asimismo, el náhuatl dejó huella en el carrizo con palabras como taweló 'maíz' (del náhuatl tlaolli), yiy 'tres' (de yeyi), nawi 'cuatro' (de nawi) y makwel 'cinco' (de makwilli), probablemente debido a su uso como lengua franca en la época novohispana, además de posibles contactos comerciales con nahuas. Cabe mencionar que algunas palabras del náhuatl llegaron al carrizo de forma indirecta, a través del español. Un ejemplo es patolito 'frijol', derivado del diminutivo en español de "patol", que a su vez proviene del náhuatl patolli.

## Frases de ejemplo
Afisiaú paikam mekmekne.
'Quiero tomar mezcal'.
Koomet ax pakapetle.
'La olla está llena de agua'.
Xat yen hala kam.
'No entiendo el idioma'.
Men omtaꞌi alpá kam.
'Él no tiene parientes'.

### Comecrudo
- Berlandier, Jean L. (1969). The Indians of Texas in 1830. Ewers, John C. (Ed.). Washington: Smithsonian Institution.
- Berlandier, Jean L.; & Chowell, Rafael (1828-1829). [Vocabularies of languages of south Texas and the lower Rio Grande]. (Additional manuscripts, no. 38720, in the British Library, London.)
- Berlandier, Jean L.; & Chowell, Rafael (1850). Luis Berlandier and Rafael Chovell. Diario de viaje de la Comisión de Límites. México.
- Gatschet, Albert S. (1886). [Field notes on Comecrudo and Cotoname, collected at Las Prietas, Tamaulipas]. Smithsonian Institute, National Anthropological Archives Ms. n.º 297.
- Swanton, John. (1940). Linguistics material from the tribes of southern Texas and northern México. Bureau of American Ethnology, Bulletin, 127 (pp. 1-145).
- Uhde, Adolph. (1861). Die Länder am untern Rio Bravo del Norte. Heidelberg: J. C. B. Mohr.

### Garza
- Berlandier, Jean L.; & Chowell, Rafael (1828-1829). [Vocabularies of languages of south Texas and the lower Rio Grande]. (Additional manuscripts, no. 38720, in the British Library, London.)
- Berlandier, Jean L.; & Chowell, Rafael (1850). Luis Berlandier and Rafael Chovell. Diario de viaje de la Comisión de Límites. México.
- Gatschet, Albert S. (1886). [Field notes on Comecrudo and Cotoname, collected at Las Prietas, Tamaulipas]. Smithsonian Institute, National Anthropological Archives Ms. no. 297.
- Saldivar, Gabriel. (1943). Los indios de Tamaulipas. Instituto panamericano de geografía e historia, Publication 70.

### Mamulique
- Berlandier, Jean L.; & Chowell, Rafael (1828-1829). [Vocabularies of languages of south Texas and the lower Rio Grande]. (Additional manuscripts, no. 38720, in the British Library, London.)
- Berlandier, Jean L.; & Chowell, Rafael (1850). Luis Berlandier and Rafael Chovell. Diario de viaje de la Comisión de Límites. México.